# Бадија (Лоди)
Бадија је насеље у Италији у округу Лоди, региону Ломбардија.
Према процени из 2011. у насељу је живело 12 становника. Насеље се налази на надморској висини од 74 м.